# Sassonia-Meiningen
Il Ducato di Sassonia-Meiningen fu un ducato tedesco della regione della Turingia originatosi dalla linea ernestina dei Sassonia-Gotha nel 1680 dal Duca Ernesto I di Sassonia-Gotha-Altenburg.

## Storia

### Dal 1680 al 1826
Alla morte di Ernesto I, l'erede legittimo del ducato fu il figlio minore Bernardo I che lo elevò a principato tedesco (comunque corrispondente a "Ducato", in quanto anche i duchi erano concepiti come principi elettori dell'Imperatore di Germania). Nel 1735 la famiglia ottenne Neuhaus e Gericht Sonneberg dai Sassonia-Coburgo e nel 1753 la signoria di Römhild Sassonia-Meiningen. Il Ducato, nel 1723, ricevette la metà dei territori del Ducato di Sassonia-Hildburghausen.

### Dal 1826 al 1920
Dal 1826 nei territori dei Sassonia-Gotha si verificarono una serie di semplificazioni nei ducati che portarono alla soppressione di alcuni degli stati precedenti. Il Ducato di Sassonia-Meininghen rimase indipendente ma dovette cedere alcuni territori tra cui Königsberg e Sonnefeld al Ducato di Sassonia-Hildburghausen, Saalfeld, Gräfenthal e Themar al Ducato di Sassonia-Coburgo-Saalfeld), Camburg e Kranichfeld e 1/3 di Römhild al Ducato di Sassonia-Gotha-Altenburg. Il Ducato di Sassonia-Coburgo-Saalfeld divenne parte del ducato di Sassonia-Gotha, che a sua volta si era originato dall'unione dei ducati di Sassonia, Coburgo e Gotha.
Nel 1833 lo stato venne compreso nel territorio della Turingia e nel 1871 il Ducato venne annesso all'Impero tedesco, nella delegazione della Germania del Nord.
Alla fine della monarchia nel 1918 il Ducato venne dichiarato Stato Libero di Sassonia-Meiningen.

#### Popolazione e suddivisione amministrativa
La popolazione del Ducato di Sassonia Meiningen secondo censimenti d'epoca: 
- 168.816 (1857),
- 187.957 (1871),
- 278.762 (1910)

Il ducato era ripartito in circondari:
- città di Meiningen
- Baliaggio di Meiningen (campagna)
- Wasungen
- Salzungen
- Römhild
- Camburg
- Kranichfeld

## Duchi di Sassonia-Meiningen

### 1681–1918
| Ritratto | Nome                       | Ducato    |
|          | Bernardo I                 | 1681-1706 |
|          | Ernesto Luigi I            | 1706-1724 |
|          | Carlo Federico             | 1724-1743 |
|          | Federico Guglielmo         | 1743-1746 |
|          | Antonio Ulrico             | 1746-1763 |
|          | Carlotta Amalia (Reggente) | 1763-1774 |
|          | Augusto Federico           | 1774-1782 |
|          | Giorgio I                  | 1782-1803 |
|          | Luisa Eleonora (Reggente)  | 1803-1822 |
|          | Bernardo II                | 1822-1866 |
|          | Giorgio II                 | 1866-1914 |
|          | Bernardo III               | 1914-1918 |

## Duchi pretendenti di Sassonia-Meiningen

### Dal 1918
- 1918 - 1928 - Bernardo III
- 1928 - 1941 - Ernesto I di Sassonia-Meiningen, fratello del precedente. La sua discendenza fu esclusa dalla successione, in quanto derivante da matrimonio morganatico.
- 1941 - 1946 - Giorgio III di Sassonia-Meiningen, nipote dei precedenti.
- 1946 - 1984 - Bernardo IV di Sassonia-Meiningen, fratello del precedente. Divenne duca pretendente grazie alla rinuncia del nipote (figlio di Giorgio III) che si era fatto frate.
- 1984 - oggi - Federico Corrado di Sassonia-Meiningen, figlio secondogenito del precedente. Il primogenito fu escluso dalla successione perché derivante da matrimonio considerato morganatico.

Corrado di Sassonia-Meiningen, nato nel 1952, ad oggi non ha discendenza. Alla sua morte la linea legittima dei Sassonia-Meiningen si estinguerà.